# José Sánchez Guerra
José Sánchez Guerra (Córdoba, 1859 — Madrid, 1935) foi um político da Espanha. Ocupou o lugar de presidente do governo de Espanha durante alguns meses de 1922.